# 仙道ますみ
仙道 ますみ（せんどう ますみ、7月4日 - ）は、日本の漫画家。女性。宮城県仙台市出身。多摩美術大学卒業。夫は漫画家の紅林直。代表作は『リベンジH』、『あい。』、『ワタシハペット』、『えっち』。2017年でデビュー25周年を迎えた。

## 作品リスト

### 漫画作品
- えっち（『週刊ヤングジャンプ』1996年9号 - 1999年29号、全14巻）
- あい（『週刊ヤングジャンプ』2000年4・5合併号 - 2002年44号、全11巻）
- あい。番外編（全1巻）
- 仙道ますみ短編集 人妻日記（全1巻）
- ワタシハペット（『漫革』53号 - 62号→『月刊ヤングジャンプ』2008年6月号、全2巻）
- リベンジH（『漫画アクション』2014年12号[3] - 2020年12号[4]、全12巻）
- 4人のラストブルー（『FEEL YOUNG』掲載、全1巻） - 連作オムニバス。
- 純愛契約〜月100万で飼われた妻〜（『グランドジャンプめちゃ』2019年12月号[5] - 2021年10月号→『グランドジャンプ』2021年23号[6] - 2023年12号[7]、既刊4巻）

### アンソロジー
- 映画『この世界の片隅に』公式ファンブック（2017年7月28日発売[8]、双葉社）
- マンガ肉（2018年8月20日発売[9]、徳間書店）

### その他
- 漫画家めし（『まんぷくジャンプ』2011年） - 秘蔵のレシピを公開[10]。

## 活動
2019年6月4日、実写映画『アルキメデスの大戦』を上映する「漫画家特別試写会」に参加。原作者の三田紀房から漫画家仲間に試写を案内され、参加表明を受けた。